# André (football)
Pour les articles homonymes, voir André (prénom).
André Felipe Ribeiro de Souza, plus connu sous le nom de André, est un footballeur international brésilien né le 27 septembre 1990 à Cabo Frio, au Brésil.

## Biographie

### En club

#### Santos
André est un élément important de l'équipe de Santos qui remporte le Championnat Paulista en 2010, en occupant la tête du classement pendant une grande partie de la saison et en battant l'Esporte Clube Santo André lors d'une finale très disputée. 
Lors de ce championnat, il termine deuxième meilleur buteur de son club avec 13 buts, derrière Neymar (14 buts), et le quatrième meilleur buteur au classement général.
Durant la Coupe du Brésil 2010, que son club remporte, il s'illustre également en étant le deuxième meilleur buteur de la coupe avec 8 buts, une fois encore derrière Neymar (11 buts).
Avant son départ de Santos, André marque 5 buts en 9 matchs dans le Championnat du Brésil 2010.

#### Dynamo Kiev
Le 14 juin 2010, il quitte le Brésil et Santos pour rejoindre l'Ukraine et le Dynamo Kiev avec un contrat de 5 ans et une indemnité de transfert de 8 millions d'euros. André fait ses débuts avec le club au match aller du troisième tour de qualification pour la Ligue des champions face à l'Ajax Amsterdam.

#### Girondins de Bordeaux
Le 31 janvier 2011, il quitte le Dynamo Kiev pour rejoindre la France et les Girondins de Bordeaux pour un prêt de six mois avec option d'achat (évaluée à 8 millions d'euros). Il déclare à la presse qu'il souhaite marquer 40 buts mais le premier se fait attendre. Son passage à Bordeaux est un véritable échec.

#### Atlético Mineiro
Le 19 juillet 2011, il est prêté à l'Atlético Mineiro. André marque son premier but contre Fluminense.
Le 22 avril 2012, le club brésilien acquiert 80 % des droits du joueur[réf. nécessaire].

#### Santos FC
En été 2012 André quitte le Dynamo Kiev et son contrat avec l'Atlético Mineiro est résilié.
Il signe dans son club de formation le Santos FC.

#### Sporting Club de Portugal
Le 25 août 2016, André rejoint le Sporting Portugal lors du mercato estival. Il signe un contrat de trois ans jusqu'en juin 2019. Le Sporting Portugal fixe sa clause libératoire à 60 millions d'euros.

### En sélection nationale
André fait ses débuts avec l'équipe nationale du Brésil le 10 août 2010 lors d'un match amical face aux États-Unis au Meadowlands Stadium (victoire brésilienne 2-0). Le sélectionneur Mano Menezes le fait entrer en jeu à la 67e minute, en remplacement du buteur Alexandre Pato.
Le 14 mars 2012, il est présélectionné avec le Brésil olympique pour les Jeux olympiques de Londres en 2012.

## Statistiques
| Saison                | Club                         | Championnat           | Championnat | Championnat | Championnat | Coupe(s) nationale(s) | Coupe(s) nationale(s) | Coupe(s) nationale(s) | Compétition(s) continentale(s) | Compétition(s) continentale(s) | Compétition(s) continentale(s) | Compétition(s) continentale(s) | Ligue régionale | Ligue régionale | Ligue régionale | Total | Total | Total |
| Saison                | Club                         | Division              | M.          | B.          | P.d.        | M.                    | B.                    | P.d.                  | Comp.                          | M.                             | B.                             | P.d.                           | M.              | B.              | P.d.            | M.    | B.    | P.d.  |
| 2009                  | Santos FC                    | Série A               | 9           | 2           | 0           | -                     | -                     | -                     | -                              | -                              | -                              | -                              | 1               | 0               | 0               | 10    | 2     | 0     |
| 2010                  | Santos FC                    | Série A               | 9           | 5           | 0           | 11                    | 8                     | 0                     | CS                             | -                              | -                              | -                              | 21              | 13              | 0               | 41    | 26    | 0     |
| Sous-total            | Sous-total                   | Sous-total            | 18          | 7           | 0           | 11                    | 8                     | 0                     | -                              | -                              | -                              | -                              | 22              | 13              | 0               | 51    | 28    | 0     |
| 2010-2011             | Dynamo Kiev                  | Primheira Liga        | 3           | 0           | 0           | 3                     | 0                     | 1                     | C1+C3                          | 2+1                            | 0+0                            | 0+0                            | -               | -               | -               | 9     | 0     | 1     |
| 2010-2011             | Girondins de Bordeaux (prêt) | Ligue 1               | 8           | 0           | 0           | -                     | -                     | -                     | -                              | -                              | -                              | -                              | -               | -               | -               | 8     | 0     | 0     |
| Sous-total            | Sous-total                   | Sous-total            | 11          | 0           | 1           | 3                     | 0                     | 1                     | -                              | 3                              | 0                              | 0                              | -               | -               | -               | 17    | 0     | 2     |
| 2011                  | Atlético Mineiro             | Série A               | 22          | 7           | 0           | -                     | -                     | -                     | CS                             | 1                              | 0                              | 0                              | -               | -               | -               | 23    | 7     | 0     |
| 2012                  | Atlético Mineiro             | Série A               | 6           | 0           | 0           | 4                     | 4                     | 0                     | -                              | -                              | -                              | -                              | 14              | 10              | 0               | 24    | 14    | 0     |
| 2014                  | Atlético Mineiro             | Série A               | 20          | 3           | 0           | 2                     | 0                     | 0                     | RS                             | 1                              | 0                              | 0                              | 6               | 2               | 0               | 29    | 5     | 0     |
| 2015                  | Atlético Mineiro             | Série A               | -           | -           | -           | -                     | -                     | -                     | CL                             | 1                              | 0                              | 0                              | 1               | 1               | 0               | 2     | 1     | 0     |
| Sous-total            | Sous-total                   | Sous-total            | 48          | 10          | 0           | 6                     | 4                     | 0                     | -                              | 3                              | 0                              | 0                              | 21              | 13              | 0               | 78    | 27    | 0     |
| 2012                  | Santos FC (prêt)             | Série A               | 19          | 7           | 3           | -                     | -                     | -                     | RS                             | 2                              | 0                              | 1                              | -               | -               | -               | 21    | 7     | 4     |
| 2013                  | Santos FC (prêt)             | Série A               | -           | -           | -           | 2                     | 0                     | 0                     | -                              | -                              | -                              | -                              | 20              | 6               | 0               | 22    | 6     | 0     |
| Sous-total            | Sous-total                   | Sous-total            | 19          | 7           | 3           | 2                     | 0                     | 0                     | -                              | 2                              | 0                              | 1                              | 20              | 6               | 0               | 43    | 13    | 4     |
| Total sur la carrière | Total sur la carrière        | Total sur la carrière | 96          | 24          | 3           | 22                    | 12                    | 1                     | -                              | 8                              | 0                              | 1                              | 63              | 32              | 0               | 189   | 68    | 5     |

## Palmarès
- Santos
  - Championnat Paulista : 2010
  - Coupe du Brésil : 2010